# Prisoners
Prisoners es el tercer álbum de estudio de la banda de death metal melódico canadiense The Agonist. Fue lanzado el 4 de junio en Europa y 5 de junio de 2012 en América del Norte a través de Century Media Records y fue producido por el productor de los álbumes anteriores, Christian Donaldson. Del álbum se desprende el primer sencillo, titulado "Ideomotor", lanzado el 8 de mayo de 2012.

## Estilo
De CM Distro:

"La combinación de los elementos que se derivan de los numerosos subgéneros de metal para crear un todo que es mucho mayor que la suma de sus partes, Prisioners de The Agonist toma desde donde Lullabies For The Dormant Mind dejó en 2009, con una vertiginosa serie de cambios en el tiempo musical, riffs complejos y las letras más densas y embriagadoras como Stephen Hawking ahogado en un mar de plomo. Su atención al detalle y la voluntad de pintar el exterior de las líneas de paga con creces con Prisoners, destacando el lugar de The Agonist entre los valientes innovadores sonic metal"

## Lista de canciones
Todas las canciones escritas y compuestas por The Agonist. 
| N.º   | Título                       | Duración |  |
| 1.    | «You're Coming with Me»      | 5:35     |  |
| 2.    | «The Escape»                 | 4:08     |  |
| 3.    | «Predator & Prayer»          | 5:04     |  |
| 4.    | «Anxious Darwinians»         | 5:23     |  |
| 5.    | «Panophobia»                 | 3:54     |  |
| 6.    | «Ideomotor»                  | 8:07     |  |
| 7.    | «Lonely Solipsist»           | 3:45     |  |
| 8.    | «Dead Ocean»                 | 6:19     |  |
| 9.    | «The Mass of the Earth»      | 4:40     |  |
| 10.   | «Everybody Wants You (Dead)» | 5:00     |  |
| 11.   | «Revenge of the Dadaists»    | 6:42     |  |
| 58:37 |                              |          |  |

## Créditos

### Músicos
- Alissa White-Gluz – Voz
- Danny Marino – Guitarra
- Pascal "Paco" Jobin – Guitarra
- Chris Kells – Bajo y coros
- Simon McKay – Batería

### Producción
- Christian Donaldson - productor
- Tue Madsen - remezclas